# Султанов, Марат Абдыразакович
Марат Абдыразакович Султанов (род. 5 декабря 1960, Фрунзе) — киргизский государственный деятель. Спикер парламента Кыргызстана (2 марта 2006 — 22 октября 2007). Внук Кадырмата Султанова.

## Биография
Родился 5 декабря 1960 года во Фрунзе.

#### Образование
- 1978 — Бишкек, Школа № 5
- 1983 — Московский институт стали и сплавов

#### Трудовая деятельность
- 1983—1986 — младший научный сотрудник в Московском институте стали и сплавов
- 1987—1992 — преподаватель, старший преподаватель, доцент Киргизского государственного университета
- 1992—1994 — и. о. заместителя председателя правления Национального банка Кыргызстана
- 1992—1992 — начальник отдела Госбанка Кыргызстана
- 1994—1998 — председатель правления Национального банка Кыргызстана
- январь 1998 — 23 июля 1999 — министр финансов Кыргызстана(подал в отставку).
- 2000—2005 — Депутат Парламента (Жогорку Кенеш)
- 2006—2007 — Спикер парламента (Жогорку Кенеш)
- 2007—2007 — Председатель Социального Фонда Кыргызстана
- 2009—2010 — Министр финансов Кыргызстана
- 2010 — Депутат Парламента (Жогорку Кенеш)
- 2012 — Член Комитета по экономической и фискальной политике Парламента (Жогорку Кенеш)

Марат Султанов является одним из видных политиков Кыргызской Республики. Женат, супруга Джамиля.четверо детей - Алия,Ажара,Самия,Сардар. Есть брат-Омар .

## Награды
- Орден «Содружество» (30 мая 2007 года, Межпарламентская ассамблея СНГ) — за активное участие в деятельности Межпарламентской Ассамблеи и её органов, вклад в укрепление дружбы между народами государств — участников Содружества[3].